# Benakuhu
Benakuhu est un village du Cameroun situé dans la région du Nord-Ouest, le département du Menchum, l'arrondissement de Menchum Valley et la commune de Benakuma, à proximité de la frontière avec le Nigeria.

## Localisation
Benakuhu est localisé à 6° 23' 13 N et 9° 54' 10 E à environ 58 km de distance de Bamenda, le chef lieu de la Région du Nord-Ouest et à 333 km de Yaoundé la capitale du Cameroun.

## Population
Lors du recensement de 2005, on y a dénombré 404 personnes dont 207 hommes et 197 femmes.

## Éducation
Il y a une école publique G.S. Benakuhu.